# L.Y.P. Group Co., LTD
L.Y.P. Group Co., LTD (Groupe L.Y.P., L.Y.P. Group ou parfois LYP) est un consortium industriel et commercial créé en 1992 au Cambodge par l'homme d'affaires, magnat et homme politique thailando-cambodgien, sénateur depuis 2006 : Ly Yong Phat.
Ce personnage (tout comme son groupe), est controversé, proche de l'homme fort du régime, l'« inamovible Premier ministre » Hun Sen (ancien cadre Khmer rouge, souvent considéré comme un dictateur),.
Après le traumatisme de 30 ans de guerre, et avec un revenu moyen de 1 100 dollars US (à comparer aux à celui de 52 000 dollars à Singapour) le Cambodge est le pays le plus pauvre de l'ASEAN, dans un contexte qui est selon Françoise Mangin du Centre de recherches internationales de Sciences Po (CERI) celui d'une « économie politique violente, rentière et inégalitaire », LYP Group fait partie des entreprises dont la probité a été la plus mise en doute au Cambodge, dont par exemple par les ONGs Equitable Cambodia et Mother Nature Cambodia et par divers commentateurs ayant dénoncé une fortune construite selon des moyens mafieux, avec par exemple un important trafic de sable de silice (dénoncé en 2017), acheminé du Cambodge vers plusieurs pays voisins, via des cargos (vraquiers) appartenant au Groupe L.Y.P., trafic couvert par le gouvernement, ses services de sécurité et par le titre nobiliaire d'« okhna », ressuscité par le pouvoir cambodgien et ses partenaires industriels et commerciaux et notamment attribué au PDG de LYP Group, alors que dans le monde la ressource en sable de qualité diminue et qu'il a une importance stratégique pour certaines industries et pour la construction et alors que sa surexploitation est une cause d'érosions des berges et littoraux dans le delta du Mekong.

## Histoire et contexte
Le nom du groupe reprend les initiales de son propriétaire et PDG Ly Yong Phat, mais une partie des filiales est co-détenue par d'autres membres de sa famille et des proches. Son siège social est basé à Phnom Penh.
Selon son site internet, le Groupe LYP s'est d'abord développée dans la province de Koh Kong, dans le sud-ouest du Cambodge le long de la frontière thaïlandaise. Cette province est réputée dans le pays être celle où les mafias et la corruption, ainsi que la violence s'expriment le plus, dont en raison du trafic de cigarettes, d'alcool frelaté ainsi que de personnes (la prostitution y est courante). Depuis le renforcement de la lutte antidrogue en Thaïlande, les flux de contrebande et de consommation d’opium, d’héroïne et de méthamphétamine se sont déplacés de la Thaïlande vers des pays périphériques (dont le Cambodge) ; la production de drogues dures et le narcotrafic qui se développent depuis plusieurs décennies dans le Triangle d'or passent depuis la fin des années 1990 par le Cambodge. La méthamphétamine birmane y transite vers la Thaïlande via le Laos. Ces drogues circulent le long d'une trame notamment constituée par les routes, semblant se jouer des frontières et d'autres discontinuités.

La région de Koh Kong est aussi connue pour le trafic de produits électroniques et de vêtements de marque, via son port utilisé comme plaque tournante pour divers trafic dans le pays et la région du Mékong.
« LYP Group » a peu à peu pris la forme d'un consortium multisectoriel  qui a formé des ramifications nationales et internationales (principalement avec les pays voisins, mais selon le journal Bangkok Post, en 2013 « ses relations avec les milieux d'affaires thaïlandais, européens et chinois » étaient « Citation ».
Selon Ly Yong Phat, le patron du groupe : en 2021, son consortium d'entreprise (L.Y.P Group) a le « portefeuille d'activités le plus diversifié du pays ».

## Domaines d'activités
Ce consortium multisectoriel a peu à peu gagné de nombreux marchés, dont dans les domaines suivant :
- la sylviculture (plantation d'hévéas, et extraction de latex pour la production de caoutchouc)[12] ;
- l'agriculture (canne à sucre et usines sucrières notamment, mais aussi Manioc/tapioca et riz) ;
- l'immobilier (en lien avec le développement du tourisme) ; En 2006, le groupe LYP s'associe en joint-venture au conglomérat indonésien Ciputra (premier financeur du projet approuvé par la Municipalité le 9 août 2006) pour réaliser la ville-satellite[13] Grand Phnom Penh International City (fermée au grand public pour sa partie résidentielle), pour près de 700 millions de dollars)[14]
- zones d'activités ; 
  - l'une (KIRISAKOR KOH KONG S.E.Z, lancée en 2008) est située sur le littoral, à cheval sur le district de Kirisakor et celui de Koh Kong, couvrant 2 200,65 hectares, et incluant un port. Elle appartient à la société KOH KONG SEZ CO. LTD du magnat Ly Yong Phat ;
  - l'autre est la Zone économique spéciale de Koh Kong (KKSEZ) ; couvrant 335 hectares dans la péninsule de Koh Kong, elle a été créée par L.Y.P. avec un investissement de 60 millions de dollars. Elle accueille Yazaki Corporation (Groupe japonais de pièces détachées automobiles), KKN (société japonaise de fabrication d'articles de sport), MIKASA Corporation et le sud-coréenne Hyundai[15]. Le site internet du Groupe LYP précise que cette zone KKSEZ offre aussi « une relocalisation où les investisseurs étrangers peuvent facilement rapatrier leur argent »[15] ;
- la construction d'infrastructures (ex. : construction du Pont Kaoh Kong, infrastructures d'approvisionnement en eau et en électricité) ; projet de centrale hydroélectrique de 200 MW dans la province de Koh Kong, projet de port maritime en eau profonde (-15 m) pour desservir une zone économique spéciale de 2 200 hectares située à Koh Kong[16], selon Mithona Phouthong (gouverneure de la province), la décision a été prise en 2020 et le port devrait être creusé dans la zone dite Thmar Sar (Près du Parc Dara Sakor et de l'île de Koh Sdech, dans le district de Botom Sakor[17] ;
- l'industrie du divertissement (parcs de loisirs) et des médias (depuis 2015) ;
- Une filiale du Groupe LYP, Hero King (société d'import-export créé en 1995) distribue au Cambodge et dans d'autres pays des divers produits de consommation de base, mais aussi - en exclusivité - de nombreuses marques de cigarettes et la boissons énergisantes Red Bull ainsi que des sodas et boissons alcoolisées[18] ;
- l'hôtellerie ; avec notamment :
  - Koh Kong Resort (1997) : un complexe hôtelier de 545 chambres 5 étoiles sur le littoral, avec casino, services, centre d'affaires ; près de la frontière Cambodge-Thaïlande ;
  - Phnom Penh Hotel (415 chambres, 4 étoiles), dans la capitale ;
  - O-Smach Resort (2000) : complexe hôtelier de 210 chambres 4 étoiles, avec casino, dans la province d'Oudor Meanchey, dans le nord du pays (près de la frontière Cambodgie-Thaïlande)
  - Garden City Hotel : complexe hôtelier et surtout commercial et de divertissements (golf, zoo Safari World…) ;
  - Garden City Golf Club
  - Safari World Phnom Penh.

## Controverses
Plusieurs entreprises du Groupe L.Y.P., le Groupe lui-même, ainsi que son fondateur (Ly Yong Phat), sont controversés dans le pays et au-delà de ses frontières, au moins pour les raisons suivantes :

### Accointances avec le pouvoir autoritaire du premier ministre, et avec les investisseurs chinois
Ly Yong Phat, le patron de LYP Group est également à la fois sénateur et conseiller commercial du gouvernement du Royaume royal du Cambodge (depuis en 2000), et conseiller économique spécial du Premier ministre Hun Sen (depuis 2000), ce qui le place constamment en situation potentielle de conflit d'intérêts.

### Accaparement de ressources naturelles
Le groupe a en particulier été dénoncé par des ONGs comme Equitable Cambodia et Mother Nature Cambodia dont pour avoir mis en place un vaste trafic de sable de silice et un système d'évasion fiscale impliquant le Groupe L.Y.P.
Il est également critiqué pour ses méthodes de lobbying, les privilèges exorbitants que le gouvernement lui a accordé et surtout pour ses méthodes d'accaparement de vastes zones cultivables et de forêts tropicales, acquises puis détruites pour être transformées en plantations ou zones commerciales ou extractives, alors qu'elles étaient antérieurement classées en aire naturelle protégée, et ce, jusque dans le Parc national de Botum Sakor, sur les monts des Cardamomes connus pour leur faune patrimoniale délictuelle et menacée (tigre d'Indochine en particulier…).

### Accaparement foncier
Le Groupe L.Y.P. a maintes fois été dénoncé pour utiliser des méthodes abusives et souvent violentes d'expropriation des habitants lors d'attributions foncières (illégales aux yeux des défenseurs des droits humains).
Le groupe Groupe L.Y.P., et quelques magnats, profitent en effet au Cambodge de la destruction des archives et des titres de propriété par le régime communiste des Khmers rouges (qui avait par ailleurs interdit la propriété privée à la fin des années 1970).
Le Groupe profite aussi du fait que des millions de personnes ont été déplacées par le régime des Khmers rouges et par la guerre.
Ces deux facteurs combinés rendent impossible la reconstitution d'un système juste des titres fonciers.
De grandes entreprises comme LYP Group et les magnats du pays, peuvent ainsi, avec la complicité du gouvernement, accaparer des terres, en en chassant les habitants et en détruisant leurs maisons au motif qu'ils n'ont pas de titre de propriété à présenter.
Par exemple, un sous-décret gouvernemental a en octobre 2020 accordé une concession de 600 hectares de forêt tropicale humide à de proches parents de Ly Yong Phat, membres du Groupe L.Y.P. La zone est concession est stratégiquement placée, à quelques minutes en voiture du centre-ville (quartier Prey Nub de Preah Sihanouk et près de l'aéroport de Sihanoukville). 
Ce privilège gouvernemental a été accordé à Ly Arporn (la fille du sénateur Ly Yong Phat) et à son mari (le magnat cambodgien Seng Nhak).

### Travail d'enfants
La réputation du Groupe LYP a aussi été entachée par des reportages montrant (dans le Phnom Penh Post notamment) plusieurs atteintes aux droits de l'Homme et aux droits des enfants.
Des enfants étaient mis au travail par les filiales sucrière de LYP Group dans les plantations de canne à sucre, alors qu'ils auraient dû être à l'école, écoles que le Groupe se vante aujourd'hui de subventionner via ses œuvres charitables.

Après ces dénonciations, le groupe a aussitôt annoncé que le travail des enfants avait cessé en son sein et qu'il aurait une tolérance zéro pour ces pratiques. Mais l'affaire avait déjà suscité des appels au boycott du sucre produit par ces filiales au Cambodge et vendues en Europe et les États-Unis, et elle a aussi attiré l'attention des Australiens qui se sont aperçus qu'une de leurs banques prêtait de l'argent à des entreprises du Groupe LYP.

### Procédures-baillon
De telles méthodes sont utilisées par les avocats du Groupe LYP, contre les lanceurs d'alerte et défenseurs des droits de l'Homme, ainsi que contre les protecteurs de l'environnement.
Ces derniers sont espionnés, emprisonnés pour des motifs futiles (prendre des photos par exemple) et en 2012, un militant écologiste connu au Cambodge (Chhut Vuthy) a été abattu par un agent de sécurité qui avait reçu l'ordre d'une entreprise chinoise de se saisir de l'appareil photo du militant.
Selon le FFMP, le parti au pouvoir a fait voter une loi dite « LANGO », qui présente les caractéristiques d'une loi-baillon visant à restreindre la liberté d'association et de parole pour de nombreuses ONG (y compris internationales) au Cambodge, au motif qu'elles menaceraient prétendument la « sécurité nationale », « l'unité nationale », « la paix, la stabilité et l'ordre public ». Ces mesures sont mises en œuvre avec l'appui des autorités et la complicité d'une justice en grande partie contrôlée par le gouvernement. Mais malgré ce contexte de renforcement de la répression, plusieurs ONG cambodgienne confrontés aux infractions et abus de pouvoir du groupe LYP et de ses dirigeants (Ly Yong Phat, sa famille et ses proches), ont continué à dénoncer les activités illégales ou abusives du groupe,.

### Appropriation et destruction de l'environnement terrestre et marin
Les entreprises de Ly Yong Phat sont aussi sources de dégâts « écologiques » majeurs. En particulier :
- Les entreprises qui draguent le sable marin et littoral, qui détruisent irréversiblement des écosystèmes majeurs de mangroves (d'autant plus importantes que les prospectivistes annoncent une hausse du niveau de la mer). Selon Gonzalez-Davidson de Mother Nature Cambodia ces mangroves encore nombreuses autour du Parc national de Botum Sakor où elles sont l'un des habitats naturels les plus importants d'Asie du Sud-Est encore intacts ; immense frayère pour les poissons, fournissant des stocks aux pêcheries jusqu'au golfe de Thaïlande. Gonzalez-Davidson a été expulsé du pays et l'ONG Mother Nature Cambodia s'est vu retirer son statut d'ONG par le gouvernement, bien qu'un rapport de 2012 de l'UICN ait conclu que « L'extraction de sable a entraîné une réduction des captures de poisson de 70 à 90 % et le déplacement de nombreuses familles alors que les rivages se sont retirés de 100 mètres ». Ces destructions se font au détriment des mangroves[25] et donc de la ressource en poisson, vitale pour les communautés locales de pêcheurs.
- D'autres entreprises de Ly Yong Phat se sont, elles, approprié de vastes surfaces de forêt vierge, incendiés pour y planter de la canne à sucre, des champs de manioc ou d'autres cultures jusque dans un parc national (sur des parcelles déclassées par le gouvernement), souvent en expulsant les habitants par milliers[26]. 
Par exemple les 600 ha ont été déclassés d'une zone de préservation des forêts humides établie en 2002 pour être « transférés de la propriété publique de l'État à la propriété privée de l'État » par le sous-décret du 9 juin 2020, avec l'argument que des parcelles domaniales ne peuvent être louées à des fins de développement privé que si elles perdent leur usage public déclaré. Veng Sakhon (ministre de l'Agriculture, des Forêts et de la Pêche) a expliqué aux médias que ce terrain avait perdu son usage public et que le locataire l'utiliserait pour le développement du tourisme ; « il n'est pas dans l'intérêt [public] de le garder » a-t-il dit, ajoutant qu'il n'est pas « illégal » de donner des terres à de riches magnats, comme Ly Yong Phat<refVoaKhmer2020/>. Le journal note que cette appropriation par le secteur privé d'un bien public se fait dans le contexte d'une forte hausse des investissements chinois à Sihanoukville, ce qui semble avoir encouragé « plusieurs magnats cambodgiens » à se « concentrer sur la ville portuaire et développent de grands projets de développement touristique et immobilier pour profiter de l'augmentation du nombre de touristes en provenance du continent »[27]. L'appropriation des terres se fait via un bail emphytéotique gouvernemental (de 99 ans). Dans un cas, Ly Yong Phata profité du regroupement de deux parcelles de près de 10 000 ha* chacune (*maximum théorique légal), soit un total de près de 20 000 ha, au profit de deux compagnies appartenant à Ly Yong Phat : Phnom Penh Sugar Company, et Kampong Speu Sugar Company[28].

Ces entreprises construisent d'énormes zones d'activités, des routes, des voies ferrées qui sont de nouvelles sources de fragmentation écopaysagère et de fragmentation forestière notamment destinés à des entreprises chinoises et indonésiennes, qui par ailleurs détruisent d'autres parcelles de forêt et des villages entiers pour y planter des palmiers à huile de palme et des acacia destinés à fournir la pâte à papier au géant papetier indonésien controversé Asian Pulp and Paper, au détriment des forêts cambodgiennes et des populations locales ; « l'entreprise a versé des salaires lamentablement bas à la communauté locale pour planter une plantation d'acacia, puis incendié leurs maisons ». Le concessions sont parfois directement acquises par des groupes chinois (ainsi 60 200 hectares ont été remis au Groupe chinois Green Rich/Elite Group pour y planter des palmiers à huile et des acacia).

### Volonté de contrôle de l'information
Selon le projet « Media Ownership Monitor » de Reporters sans frontières qui surveille l'indépendance des propriétaires de médias dans une grande partie des pays où la liberté de la presse est faible, en 2014, après avoir été accusé par la presse cambodgienne, et alors que le gouvernement et ses autorités cherchent de plus en plus à concentrer et  contrôler les médias (TV notamment), Ly Yong Phat a décidé de créer sa propre chaîne de télévision pour selon lui « partager des informations précises avec les gens » et « faire des reportages sur les problèmes sociaux du pays ». 
Il l'a nommée PNN et intégrée dans le groupe LYP.

## Image internationale dégradée
Le magnat Seng Nhak, beau fils de Ly Yong Phat et membre du groupe LYP s'est aussi fait connaitre du public comme directeur de Kampong Speu Sugar, l'une des filiales les plus controversées du Groupe dont les plantations de canne à sucre (alors pour tout ou partie propriété de son beau-père Ly Yong Phat), avaient dans le pays l'objet d'un scandale lié à des conflits d'intérêts et à des violations graves des droits humains : spoliation des droits fonciers de populations autochtones, et travail d'enfants pour la récolter de canne à sucre (industrie qui s'est récemment développée grâce à un généreux système de quotas européen conçu pour aider le développement de pays en développement).
Une campagne dénommée «Blood Sugar» avait alors dénoncé, jusqu'en Europe, les expulsions forcées de villageois chassés de leur terre avant d'être embauché à très bas prix pour planter et récolter la canne à sucre. Selon l'ONG Equitable Cambodia, « des milliers de familles » ont ainsi été expulsées de leurs maisons et depuis sans ressources ou confrontées à l'insécurité,.
Ces violations des droits humains sont, en partie, l'origine de la révocation partielle des aides de l'Union européenne accordées au pays sous forme de préférences commerciales (programme « Tout sauf les armes »), au détriment de l'économie du Cambodge, mais au profit d'investisseurs chinois ou indonésiens moins regardants que l'Union européenne sur les effets éthiques, socio-environnementaux et sanitaires de leurs investissements.